# Star!
Star! (en España, La estrella) es una película estadounidense de 1968, del género musical, dirigida por Robert Wise y protagonizada por Julie Andrews.

## Sinopsis
Es un biopic de Gertrude Lawrence (Julie Andrews), actriz y cantante de comedias musicales. El famoso dramaturgo Nöel Coward (Daniel Massey) relata su vida mientras Gertrude busca una pareja cuya adoración por ella sea acorde con la recibida como diva.

## Reparto
- Julie Andrews: Gertrude Lawrence
- Richard Crenna: Richard Aldrich
- Michael Craig: Sir Anthony Spencer
- Daniel Massey: Noel Coward
- Robert Reed: Charles Fraser
- Bruce Forsyth: Arthur Lawrence
- Beryl Reid: Rose
- John Collin: Jack Roper
- Alan Oppenheimer: Andre Charlot
- Richard Karlan: David Holtzmann
- Lynley Laurence: Billie Carleton
- Garrett Lewis: Jack Buchanan
- Anthony Eisley: Ben Mitchell
- Jock Livingston: Alexander Woollcott
- J. Pat O'Malley: Dan

## Premios y candidaturas

### Premios de la Academia
La película fue propuesta para siete Premios de la Academia, y ninguno ganó:
- Óscar al mejor actor de reparto (Daniel Massey)
- Óscar a la mejor fotografía
- Óscar al mejor diseño de vestuario
- Óscar al mejor diseño de producción (Boris Leven, Walter M. Scott y Howard Bristol)
- Óscar a la mejor banda sonora
- Óscar a la mejor canción original (Jimmy Van Heusen y Sammy Cahn, por "Star!")
- Óscar al mejor sonido

### Otros premios
- Globo de Oro a la mejor actriz - Comedia o musical (Julie Andrews, candidata)
- Globo de Oro al mejor actor de reparto (Daniel Massey, ganador)
- Globo de Oro a la mejor canción original (Van Heusen y Cahn, candidatos por "Star!")
- Globo de Oro a la nueva estrella del año - Actor (Daniel Massey, candidato)
- Writers Guild of America Award for Best Written American Musical (candidato)